# Who Wants to Be a Millionaire?
Who Wants to Be a Millionaire? és el nom d'un concurs de televisió d'èxit adaptat a diversos idiomes i països. Es tracta d'anar respondre preguntes de cultura general de creixent dificultat a partir de la tria entre diverses opcions. El premi en metàl·lic va creixent a mesura que es passen nivells però també hi ha el risc de perdre allò guanyat si el concursant falla la resposta, per això després de cada pregunta existeix l'opció de plantar-se i abandonar el joc amb els diners ja assolits.
La popularitat del programa ha propiciat la creació de jocs de taula, videojocs i fins i tot una novel·la que el pren coma rerefons argumental (llibre en què es va basar la premiada adaptació cinematogràfica Slumdog Millionaire). La franquícia va ser creada en 1998 i és propietat de Sony.
Per amenitzar el programa, algunes versions han introduït ajudes i variants. Algunes d'elles són la possibilitat d'usar un comodí per eliminar alguna de les opcions, la de trucar un amic o consultar el públic, escoltar l'opinió d'antics concursants o famosos convidats, passar de la pregunta amb una lleugera penalització o substituir-la per una altra de la mateixa àrea de coneixement, entre d'altres.